# 28989 Lenaadams
28989 Lenaadams este o planetă minoră (asteroid), cu un diametru de 7,543 km, din centura de asteroizi. A fost descoperită pe 16 iunie 2001 la Stația Anderson Mesa de Lowell Observatory Near-Earth-Object Search. 
Obiectul prezintă o orbită caracterizată de o semiaxă mare de 2,4707022 UAi, o excentricitate de 0,21, o înclinație de 4,54584 ° în raport cu ecliptica.